# Kabos Ármin
Kabos Ármin, született Rothman (Nagyvárad, 1866. október 25. – Temesvár, 1947. augusztus 10.) magyar publicista, közgazdasági szakíró.

## Életútja
Kereskedelmi iskolát végzett, különböző közgazdasági érdekképviseletekben tevékenykedett. A temesvári Uhrmann-nyomda és papírkereskedés üzletvezetője, majd az 1920-as évek végétől tulajdonosa.

## Munkássága
Vezető tisztségeket töltött be az Országos Magyar Párt (OMP) szerveiben s a temesvári Kereskedelmi és Iparkamarában, elnöke volt a Kereskedők Egyesületének, kisebbségi és közgazdasági kérdésekről számos cikke, tanulmánya jelent meg a Keleti Újság, Temesvári Hírlap, Temesvarer Zeitung, valamint a Pénzvilág című közgazdasági szaklap hasábjain.
Összegyűjtött közgazdasági írásai Levelek a fiamhoz címen jelentek meg (Temesvár, 1926) Kner Albert szép grafikai kiállításában. Az Erdélyi Zsidó Diáksegélyező adta ki Elmélkedés a liberalizmusról, a zsidóság múltja, jelene és jövőjéről című előadását (Temesvár, 1934).